# 빌리 버터필드

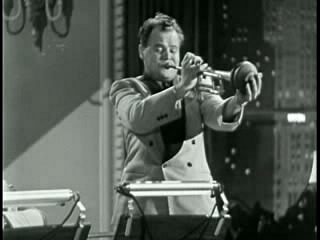
빌리 버터필드(1940년)

빌리 버터필드(Billy Butterfield, Charles William Butterfield, 1917년 1월 14일 ~ 1988년 3월 8일)는 미국의 가수이다. 오하이오주에서 태어났다. 1937년부터 1941년까지 밥 크로스비, 아티 쇼, 베니 굿맨 등의 저명한 악단에서 바비 하케트와 흡사한 맑은 음색의 트럼페터로 이름을 떨쳤다. 1942년부터 3년간 방송에 출연하였으며, 2차대전 이후에는 레코딩을 위한 악단을 만들고 후에 뉴욕으로 진출하여 방송이나 레코드에서 활약하였다.
1988년 3월 18일 플로리다주 노스팜비치(North Palm Beach)에서 71세를 일기로 숨졌다.

## 참고 문헌
- 이 문서에는 다음커뮤니케이션(현 카카오)에서 GFDL 또는 CC-SA 라이선스로 배포한 글로벌 세계대백과사전의 내용을 기초로 작성된 글이 포함되어 있습니다.